# هيرومي
هيرومي (باليابانية: ヒロミ) هو مدرب رياضي ياباني، ولد في 13 فبراير 1965 في هاتشيؤوجي في اليابان.

## وصلات خارجية
- هيرومي على موقع ميوزك برينز (الإنجليزية)
- هيرومي على موقع ميوزك برينز (الإنجليزية)